# Batu (berg)
Batu är ett berg i södra Etiopien, vars topp når 4307 meter över havet. Det ingår i bergskedjan Bale i regionen Oromia.